# Кайё-сюр-Мер
Кайё-сюр-Мер (фр. Cayeux-sur-Mer) — коммуна на севере Франции, регион О-де-Франс, департамент Сомма, округ Абвиль, кантон Фривиль-Эскарботен. Курортный поселок, расположен на побережье канала Ла-Манш, в 28 км к северо-западу от Абвиля.
Население (2018) — 2 462 человека.

## Достопримечательности
- Морской променад с дощатым настилом, старейший и один из самых известных в Европе, с приблизительно 400 кабинками. К сожалению, с каждым годом их число сокращается
- Маяк, построенный в 1835 году, разрушенный немцами в 1944 году и восстановленный в 1951 году
- Бенуа-Шампи — шлюпка XIX века, памятник истории
- Церковь Святого Петра начала XX века с оригинальными витражами и статуями

## Экономика
Структура занятости населения:
- сельское хозяйство — 3,4 %
- промышленность — 12,4 %
- строительство — 7,8 %
- торговля, транспорт и сфера услуг — 31,4 %
- государственные и муниципальные службы — 44,9 %

Уровень безработицы (2017) — 21,9 % (Франция в целом — 13,4 %, департамент Сомма — 15,9 %). 

Среднегодовой доход на 1 человека, евро (2018) — 18 810 (Франция в целом — 21 730, департамент Сомма — 20 320).

## Демография
Динамика численности населения, чел. 

## Администрация
Пост мэра Кайё-сюр-Мер с 2014 года возглавляет Жан-Поль Леконт (Jean-Paul Lecomte). На муниципальных выборах 2020 года возглавляемый им список победил в 1-м туре, получив 67,58 % голосов.
| Период | Период | Фамилия         | Партия                                     | Примечания               |
| ------ | ------ | --------------- | ------------------------------------------ | ------------------------ |
| 1965   | 1975   | Робер Сизер     | Разные левые Социал-демократическая партия | генерал в отставке       |
| 1975   | 1977   | Альфонс Марсей  | Радикальная партия                         |                          |
| 1977   | 1983   | Анри Энман      | Разные левые                               | профессор колледжа       |
| 1983   | 1990   | Альфонс Марсей  | Радикальная партия                         |                          |
| 1991   | 1995   | Кристиан Обре   | Социалистическая партия                    |                          |
| 1995   | 2008   | Ивонн Перрюшо   | Союз за народное движение                  | директор школы           |
| 2008   | 2012   | Ив Массе        |                                            | офицер ВМС в отставке    |
| 2013   | 2014   | Бернар Блюэн    |                                            |                          |
| 2014   |        | Жан-Поль Леконт |                                            | государственный служащий |

## Галерея

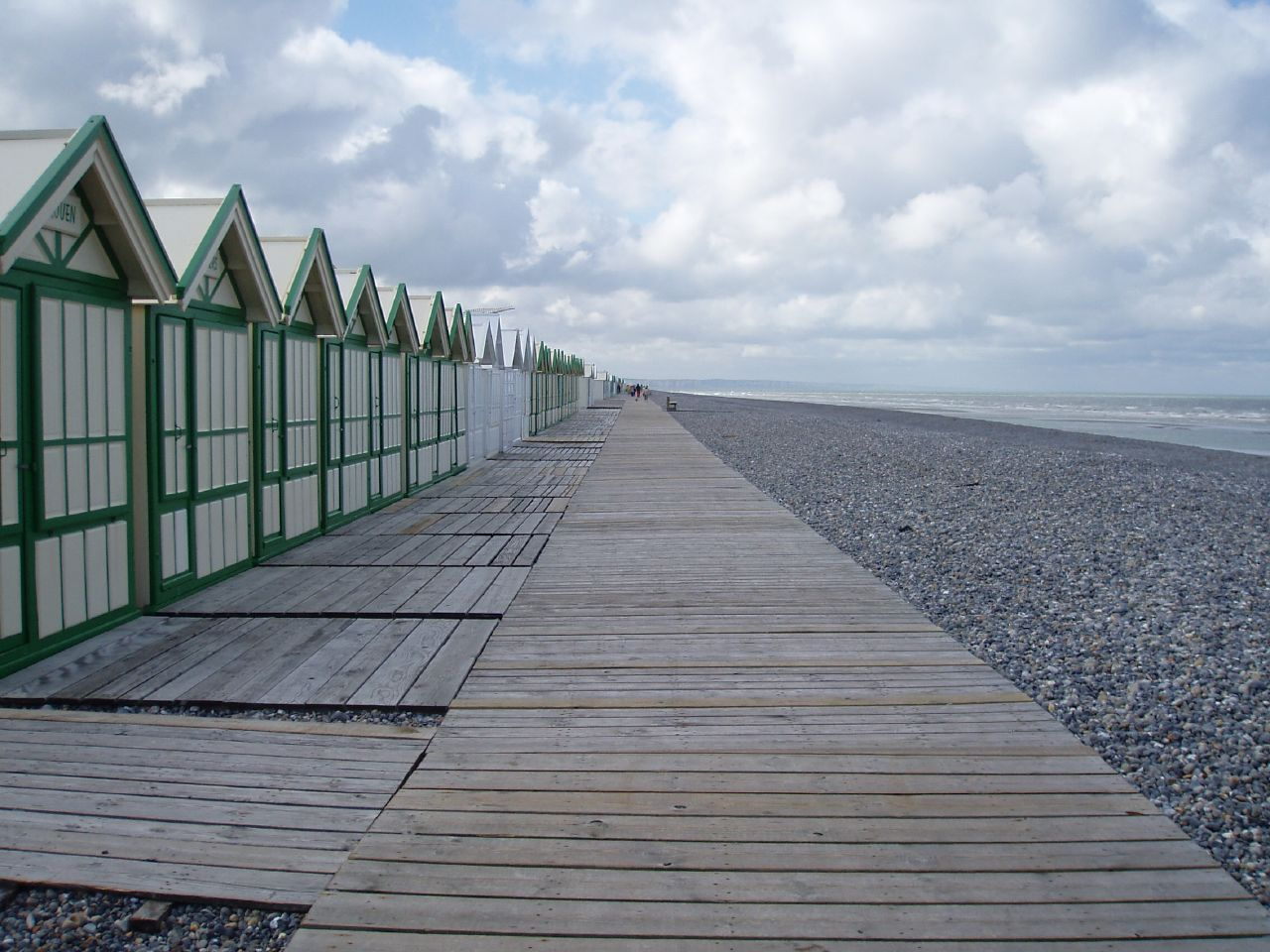
Променад в Кайё-сюр-Мер
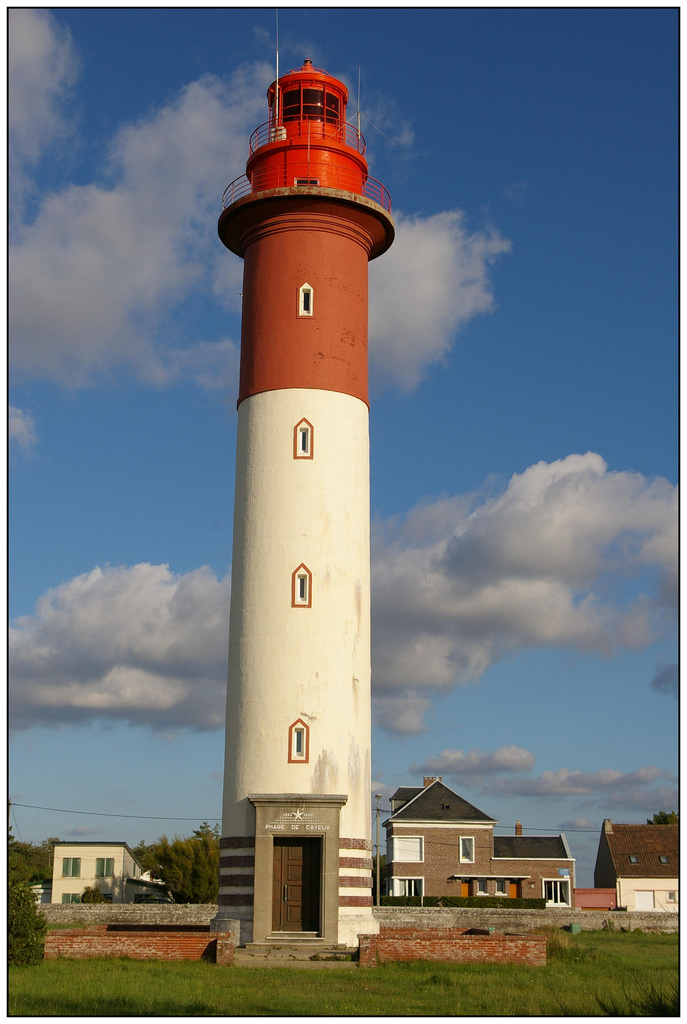
Маяк Кайё-сюр-Мер
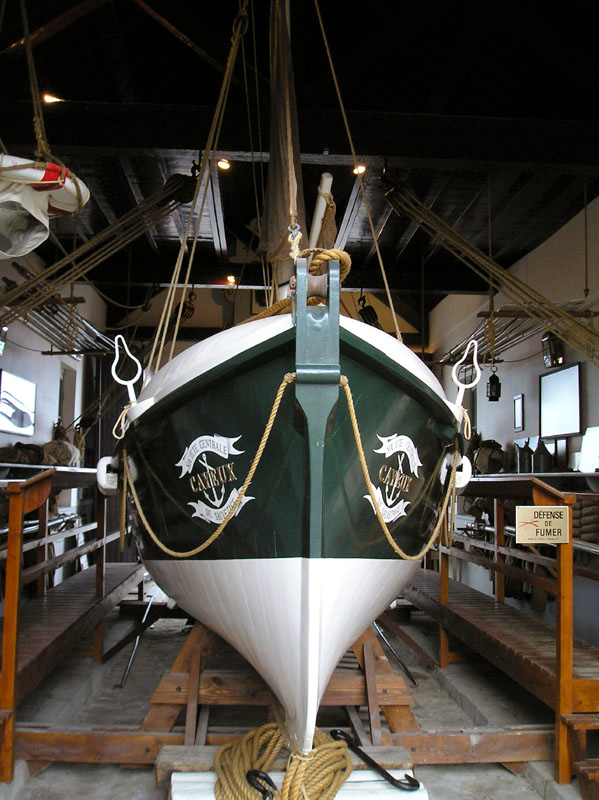
Шлюпка Бенуа-Шампи
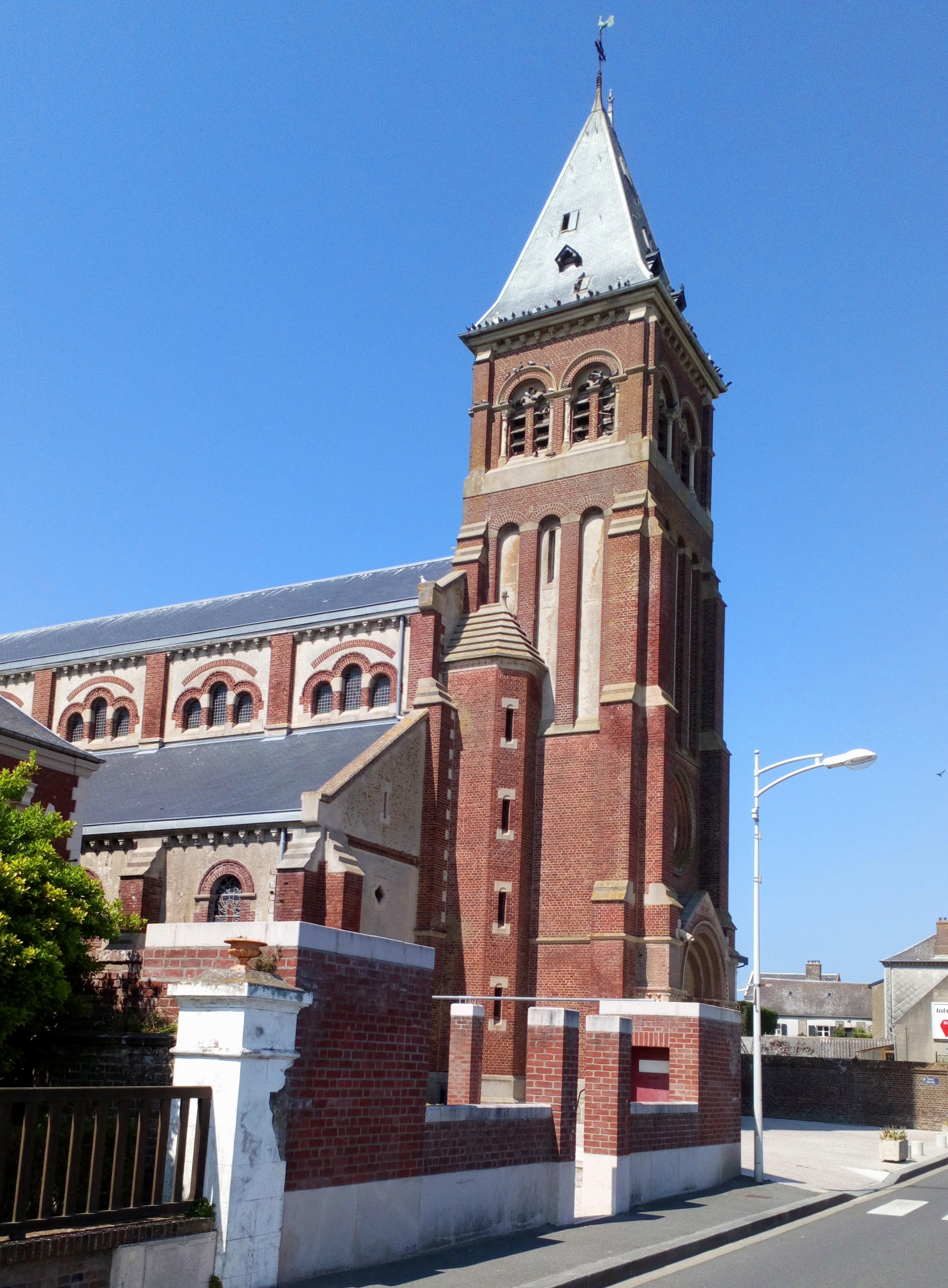
Церковь Святого Петра

1. 1 2  база данных о французских коммунах — Национальный географический институт Франции, 2015.